# Fresnes-lès-Montauban
Fresnes-lès-Montauban is een gemeente in het Franse departement Pas-de-Calais (regio Hauts-de-France). De gemeente telt 481 inwoners (2004) en maakt deel uit van het arrondissement Arras.

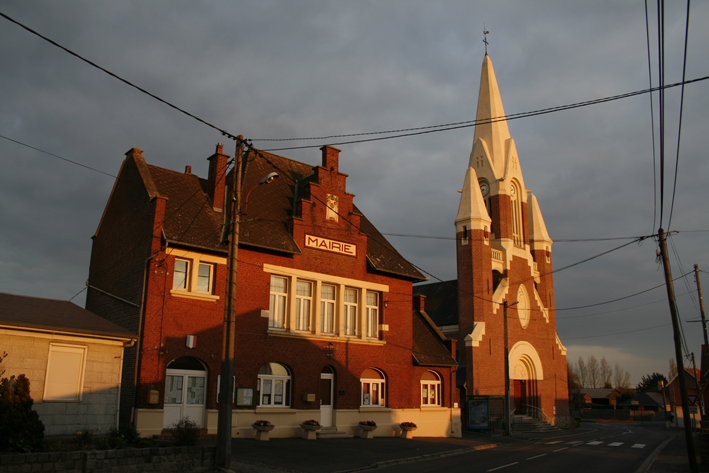
Gemeentehuis en Église Notre-Dame

## Geschiedenis
Oude vermeldingen van Fresnes dateren uit de 11de eeuw als Fraisne en Frasne. De kern Montauban, op de weg tussen Arras en Douai, werd in de 12de eeuw vermeld als Mons Albus (wat staat voor "witte berg"). Reeds in de 15de eeuw werden de plaatsen als een geheel vermeld als Fresnes-lès-Monthoben.
Op het eind van het ancien régime werd Fresnes-lès-Montauban een gemeente. In 1805 werd de kleine buurgemeente Mauville al opgeheven en bij Fresnes-lès-Montauban gevoegd.

## Geografie
De oppervlakte van Fresnes-lès-Montauban bedraagt 4,9 km², de bevolkingsdichtheid is 98,2 inwoners per km². Het dorpscentrum ligt centraal in het zuiden van de gemeente en bestaat uit de vergroeide historische kernen Fresnes in het zuiden en Montauban net ten noorden daarvan. Iets noordelijker ligt het gehuchtje Mauville.
De onderstaande kaart toont de ligging van Fresnes-lès-Montauban met de belangrijkste infrastructuur en aangrenzende gemeenten.

## Bezienswaardigheden
- De Église Notre-Dame uit 1876-1877. De kerk heeft drie torens, die verwijzen naar de drie oude kernen Fresnes, Montauban en Mauville.

## Demografie
Onderstaande figuur toont het verloop van het inwonertal (bron: INSEE-tellingen).

## Verkeer en vervoer
Fresnes-lès-Montauban ligt op de oude weg tussen Douai en Arras (Atrecht). Door de gemeente loopt de autosnelweg A1/E17, die er een op- en afrit heeft.